# SuperCPU
El SuperCPU es una actualización del procesador para las plataformas de computadora personal Commodore 64 y Commodore 128. SuperCPU utiliza el microprocesador W65C816S.

## Historia
Fue desarrollado por Creative Micro Designs, Inc y lanzado el 4 de mayo de 1997.
Usó un dispositivo llamado RamCard para aumentar sus capacidades. Creative Micro Designs ya no vende la tarjeta a partir de 2001; la distribución fue asumida entre 2001 y 2009 por la empresa estadounidense Click Here Software Co., pero no está claro si alguna fue fabricada después de 2001. 

## Descripción técnica
La unidad puede tener instalados hasta 16 MB RAM. La unidad lucía un interruptor «Turbo» que, cuando estaba habilitado, permitía a un Commodore 64 o un Commodore 128 correr hasta 20 MHz. La unidad se conecta al puerto de expansión de la computadora. La unidad usa 0,4 A (400mA) y ROM de sombra en 128 KB de RAM. La ROM interna era de 128 KB. Usando la RamCard (SuperCard), los módulos de memoria en modo de página rápida (FPM) no EDO con socket PS/2- SIMM pueden usarse en capacidades de 1, 4, 8 o 16 MB.